# Elena Conti
Elena Conti (née le 14 février 1967 à Varèse, en Italie) est une biochimiste et biologiste moléculaire italienne. Elle est directrice et membre scientifique de l'Institut Max Planck de biochimie à Martinsried, en Allemagne, où elle utilise la biologie structurale et des techniques biophysiques pour étudier le transport et le métabolisme de l'ARN. Avec Elisa Izaurralde, elle a aidé à caractériser les protéines importantes pour l'exportation de l'ARNm hors du noyau cellulaire.
Elle est reconnue internationalement pour ses travaux de recherche sur la dégradation, la surveillance et le transport de l'acide ribonucléique (ARN).

## Biographie

### Enfance et éducation
Elena Conti naît le 14 février 1967 à Varèse, en Italie,.
Après son diplôme en chimie à l'Université de Pavie en 1991, Elena Conti obtient un doctorat en cristallographie des protéines de la faculté des sciences physiques de l'Imperial College de Londres en 1996,, avec une thèse sur la structure cristalline de la luciférase de luciole,. De 1997 à 1999, elle effectue un postdoctorat à l'Université Rockefeller de New York, aux États-Unis, ; son conseiller postdoctoral étant John Kuriyan.

### Carrière
Elle travaille comme chef de groupe au Laboratoire européen de biologie moléculaire (European Molecular Biology Laboratory, ou EMBL) à Heidelberg, en Allemagne, de 1999 à janvier 2006, (ou 2007), puis elle devient directrice et membre scientifique de l'Institut Max Planck de biochimie à Martinsried, en Allemagne, dans le département de biologie cellulaire structurale,,,. Ses recherches portent sur la régulation de l'expression des gènes dans les cellules eucaryotes, en essayant notamment de découvrir le mécanisme derrière la reconnaissance, le métabolisme et la dégradation de l'ARN, qui est couplé à la machinerie de traduction.
Elle est également professeure honoraire à l'Université Ludwig Maximilian de Munich, en Allemagne, depuis 2007,.

## Travaux
Ses travaux portent notamment sur la biologie structurale, la biochimie, le métabolisme de l'ARN et les interactions ARN-protéines.
Au sein du département « Structural Cell Biology » (biologie structurale de la cellule) de l'Institut Max Planck de biochimie, son équipe mène des recherches sur les mécanismes de contrôle cellulaire destinés à contrôler et éliminer les molécules d'ARN devenues inutiles ou celles qui ne sont pas conformes à ce qu'elles devraient être en référence à l'acide désoxyribonucléique (ADN).

## Hommages

### Récompenses et honneurs scientifiques
Elena Conti est reconnue pour ses travaux de recherche sur la dégradation, la surveillance et le transport de l'acide ribonucléique (ARN).
- En 2005, Elena Conti reçoit le prix ELSO Early Carrer Award de l'Organisation européenne des sciences de la vie (European Life Science Organization, ou ELSO)[6],[3].
- En 2007, elle reçoit le FEBS Anniversary Award[6].
- En 2008, Elena Conti reçoit le prix Gottfried Wilhelm Leibniz — prix le plus prestigieux décerné aux chercheurs en Allemagne —, qu'elle partage avec Elisa Izaurralde, décerné pour « de nouvelles connaissances fondamentales sur le transport intracellulaire de l'ARN et le métabolisme de l'ARN »[2],[6],[3].
- En 2011, elle reçoit la médaille Sir Hans Adolf Krebs de la Fédération des sociétés biochimiques européennes (Federation of European Biochemical Societies, ou FEBS)[10],[6],[3].
- En 2014, elle reçoit le Prix Louis-Jeantet de médecine[3],[6],[7] pour ses importantes contributions à la compréhension des mécanismes régissant la qualité, le transport et la dégradation des ARN.
- En 2018, elle reçoit la médaille Bijvoet du Centre Bijvoet de recherche biomoléculaire de l'Université d'Utrecht[11].

De 2009 à 2011, elle est élue parmi les directeurs de la Société de l'ARN (RNA Society). Elle est aussi membre élue, depuis 2009, de l'Organisation européenne de biologie moléculaire (European Molecular Biology Organization ou EMBO) et de l'Académie des Sciences Léopoldine allemande,,,. Elle devient aussi membre ordinaire de l'Academia Europaea en 2014. En 2021, elle est élue membre de la Royal Society de Londres.

### Distinctions
- En 2010, elle est décorée chevalier ordinaire de l'Ordre du Mérite de la République italienne[14],[3].